# Ocupación española de la República Dominicana
En 1861, el general Pedro Santana pidió a la reina Isabel II de España que volviera a tomar el control de la República Dominicana, después de un período de solo 17 años de independencia. España aceptó su propuesta e hizo del país una Capitanía General nuevamente.
El final de la guerra civil estadounidense en 1865 y la reafirmación de la Doctrina Monroe por los Estados Unidos —ya no involucrado en conflictos internos y que poseía fuerzas militares enormemente expandidas y modernizadas como resultado de la guerra— provocó la evacuación del ejército español de regreso a Cuba en ese año.

## Resistencia

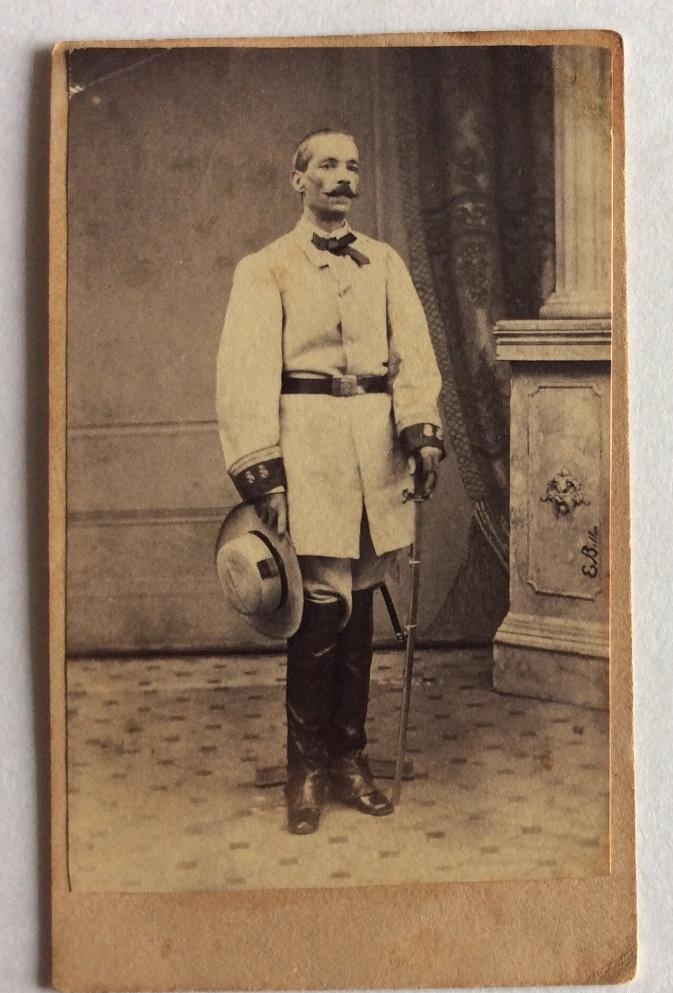
Oficial de Sanidad Militar español en Santo Domingo, hacía 1865.

El 4 de julio de 1861, el expresidente Francisco del Rosario Sánchez fue capturado y ejecutado después de liderar una fallida invasión a Santo Domingo desde Haití. 
El 16 de agosto de 1863, 14 antianexionistas liderados por Santiago Rodríguez Masago hicieron una audaz incursión al Monte Capotillo, donde izaron la bandera dominicana. Con la excepción de Santo Domingo y algunas de las ciudades vecinas, todo el país se levantó y varias ciudades del Cibao se unieron a la rebelión. Pronto 6000 insurgentes dominicanos se unieron al ejército de Gaspar Polanco, que rodeó el Fuerte San Luis y su guarnición española de 800 hombres y lo capturó el 13 de septiembre. Una fragata de vapor fue a apoyar a las tropas españolas escondidas en el fuerte de Puerto Plata y expulsó a los rebeldes. 
El autonombrado presidente José Antonio Salcedo presionó sin éxito para que Estados Unidos ayudara en la guerra, pero la guerrilla mató a un total de 1000 españoles en marzo de 1864, mientras que otros 9000 habían muerto de fiebre. 
La guarnición española de 21 000 soldados recibió 6000 refuerzos, y José de la Gándara y Navarro fue nombrado nuevo comandante español. Gándara intentó negociar un alto el fuego con los rebeldes, pero Gaspar Polanco derrocó y asesinó a Salcedo, quien había cometido costosos errores militares y pretendía recuperar al impopular Buenaventura Báez para volver a ser presidente. Tras un fallido ataque a los españoles en Monte Cristi, Polanco fue depuesto por su propio hermano Juan Antonio Polanco, Pedro Antonio Pimentel y Benito Monción, quien nombró a Benigno Filomeno de Rojas como nuevo presidente en enero de 1865. Para entonces la Guerra Civil casi había terminado. 
La reina Isabel II de España anuló la anexión el 3 de marzo de 1865 y, el 15 de julio, ya no había tropas españolas en la isla.

## Gobernantes

### 1861-1865
- 1861-1862 Pedro Santana
- 1862-1863 Felipe Riberto
- 1863-1864 Carlos de Vargas
- 1864-1865 José de la Gándara